# 條紋半齧脂鯉
條紋半齧脂鯉，為輻鰭魚綱脂鯉目脂鯉亞目脂鯉科的其中一個種，分布於中美洲千里達淡水流域，體長可達6.5公分，棲息在急流瀑布區，成群活動，生活習性不明。